# 단종 어수정
단종 어수정은 대한민국 경기도 여주시 대신면 상구리에 있다. 1986년 4월 10일 여주시의 향토유적 제11호로 지정되었다.

## 개요
이 우물에는 “단종이 영월로 유배를 떠날 때 금사면 이포리에 당도하여 천서리 파사성을 거쳐 이 우물에서 목을 적시고 갔다”는 전설이 전해온다